# Шибаев, Юрий Александрович
Юрий Александрович Шибаев — советский хозяйственный, государственный и политический деятель.

## Биография
Родился в 1925 году в Ленинграде. Член КПСС.
Житель блокадного Ленинграда, рабочий Метростроя.
Участник Великой Отечественной войны
До 1969 — инженерный и руководящий работник, секретарь парткома Метростроя.
В 1969—1972 — председатель Куйбышевского райисполкома города Ленинграда.
В 1972—1977 — заведующий отделом строительства и городского хозяйства Ленинградского обкома КПСС.
В 1977—1985 — заместитель председателя Ленинградского горисполкома.
Депутат Верховного Совета РСФСР 8-го созыва. Делегат XXV съезда КПСС.
Умер в 2015 году в Санкт-Петербурге.

## Награды
- Орден Отечественной войны II степени (06.11.1985)
- Орден Трудового Красного Знамени (1976, 1982)